# Emboscada de El Carmen
La emboscada de El Carmen fue el primer ataque de importancia lanzado por las Fuerzas Armadas Revolucionarias de Colombia (FARC) contra el Ejército Nacional de Colombia. El ataque ocurrió 19 de agosto de 1966, en sitio conocido como El Carmen en el cañón de San Miguel, una zona selvática ubicada en área rural de Neiva, Huila. 
La emboscada dirigida por Manuel Marulanda y Jacobo arenas tuvo como objetivo una patrulla de soldados adscritos al Batallón de Artillería N°9 Tenerife, y se saldó con la muerte de 15 militares. 

## Antecedentes
Luego de celebrar su segunda conferencia en mayo de 1966, el mando de las Farc definió un plan de expansión que se basaría en la acción de 6 destacamentos de guerrilla móvil que abrirían operaciones a lo largo de las cordilleras Central y Oriental. 
Mientras, Ciro Trujilo y “Joselo” Lozada marchaban a la zona cafetera, Tirofijo y Jacobo Arenas, salieron con 50 insurgentes en busca de la cuadrilla de Januario Valero, quien actuaba en la región del Pato, en el departamento de Huila. Allí las operaciones militares eran intensas, y numerosos destacamentos de tropa efectuaban labores de contraguerrilla.
Luego de varias jornada de marcha, los efectivos de Tirofijo se ubicaron en la región comprendida entre San Antonio de Anaconia y Vegalarga en inmediaciones Neiva. Tenían indicaciones de que Januario Valero se hallaba al sur de ese punto, cerca de Rivera, y por tanto buscaban la unión con esas fuerzas.
Una compañía de 80 soldados al mando Capitán Farid Londoño Calle, adscritos al Batallón de artillería N 9 Tenerife, de la sexta Brigada del Ejército, los seguía de cerca. Luego de maniobrar para evadirlos y de varias emboscadas frustradas, los guerrilleros lograron sacarle varias horas de ventaja a las tropas oficiales y se atrincheraron en el sitio conocido como el Carmen, en el cañón de San Miguel en una zona selvática ubicada entre Canoas y San Antonio de Anaconia, zona rural del municipio de Neiva (Huila). 
Así que en la mañana del viernes 19 de agosto de 1966, entre 20 y 50 guerrilleros ya habían tomado posiciones en 4 puntos, desde donde se dominaban todos los flancos del camino que llevaba al interior de la selva, lugar al que los militares suponían se habían replegado los insurgentes. Dirigiéndolos estaba el propio Tirofijo y Jacobo Arenas.

## La emboscada
Sobre las 9 y 30 de la mañana, las tropas del Ejército hicieron su ingreso al área preparada para la emboscada y se apostaron en un descampado, situado a 80 metros de las posiciones de vanguardia de los guerrilleros, quienes desde sus puestos bien mimetizados en la selva, los observaban, esperando el paso de la unidad militar.
Tras hacer un alto en el camino, tomar sus alimentos y descansar en el terreno llano, sobre las 11 de la mañana, las tropas iniciaron el avance por en medio de una cañada, que estaba encajonada entre unos potreros y algunas elevaciones de terreno.
La columna se dividió en dos destacamentos. Una quedó al mando del teniente Pineda y la otra del capitán Londoño. Con ello, los mandos de la compañía pretendían atrapar a los subversivos entre dos fuerzas para luego aniquilarlos. La columna del capitán, que iba casi en la vanguardia, fue la primera en ser atacada, al caer bajo el fuego nutrido del grupo principal de la emboscada, que arremetió oculta en la selva. Entonces, desde los otros flancos el resto de insurgentes abrió fuego.
Desde sus posiciones ventajosas, la guerrilla batió con facilidad a los uniformados causándoles fuerte perdidas. Dice Jacobo Arenas: "caían unos encima de los otros; eran gente brava para pelear, pero fue tanto el desconcierto que no sabían contra quien hacerlo.”
El capitán Londoño quiso contraatacar y pistola en mano trato de liderar la maniobra; pero fue rápidamente impactado y una segunda descarga le destrozo la cabeza, derribándolo en tierra. El mando de la columna quedó en manos del Subteniente José Antonio Rojas García, pero pronto este también cayó herido.
La columna del teniente Pineda, que había maniobrado según el plan inicial, detuvo su marcha y acudió en auxilio de las tropas del capitán que estaban expuestas a fuego intenso de armas largas; trato de llegar hasta las posiciones del subteniente Rojas, pero el fuego enemigo lo impidió.
Mientras tanto en las posiciones de los atacados, un sargento se atrincheró en el borde del camino, entre el hueco de las raíces de un árbol derribado y tomó el mando de las tropas, animándolas a resistir. Su intervención, le permitió a los soldados desalojar de sus puestos a 3 guerrilleros, que cubrían uno de los flancos más expuestos de los militares.
La acción del teniente Pineda pese a verse inmovilizado por el fuego enemigo, impidió que los guerrilleros aniquilaran a las tropas emboscadas y se apoderaran de su armamento. Después de 45 minutos de ataque, los bandoleros se empezaron a retirar de la zona sin haber podido tomar ningún arma. Los combates se extendieron hasta las horas de la tarde, cuando sobre las 18 horas ambas formaciones rompieron contacto.

## Personal asesinado
- Capitán Farid Londoño Calle
- Cabo Primero Alberto Gómez Zambrano
- Cabo Segundo Héctor Mendoza
- Soldados Luis Carlos Londoño Castañeda, Gilberto Roldan, Alcides Gutiérrez Mondragon, Víctor Manuel Hernández, Ricardo Ibáñez, Rubén González, José Octavio Hernández Valencia, Héctor de Jesús Gómez Quintero, Baudilio Bonilla Flórez, Luis Alberto Pérez Chaparro, José Aldemar Ortiz Rodríguez y enfermero Ángel Alberto Jaramillo Barrera.[3]

## Consecuencias
Las tropas oficiales habían sufrido 29 bajas en combate: 15 muertos y 14 heridos. Fue el primer golpe de importancia propinado por las recién constituidas Farc a las tropas del Ejército Nacional. 
Pese a este éxito que fue esencialmente defensivo, en los meses y años posteriores la guerrilla marxista sufrió una serie de derrotas militares y un resquebrajamiento en el ámbito político, que impidieron de facto la realización inmediata de los planes establecidos en la conferencia de 1966. Su fase de expansión y recuperación solo tendría lugar a partir de la segunda mitad de la década de los 70.